# 劉蘭 (北魏)
劉蘭，武邑（今河北省武邑县）人，北魏政治人物。
劉蘭家贫好学。年过三十，才入小学，读《急就篇》，师从中山人王保安，学习《春秋经》、《诗经》、《礼》。三年后兼通《五经》，又明晓阴阳，博物多识，为儒者所宗。耕读三年，就设学讲经书。张吾贵跟随他学《左传》。轻视《公羊传》，反对董仲舒，被士人讥议。他的弟子前后数千。魏宣武帝永平年间为国子助教，延昌年间去世。